# Krzysztof Niedźwiecki
Krzysztof Niedźwiecki (ur. 1 lipca 1979 w Częstochowie) – polski gitarzysta, wokalista, autor i kompozytor piosenek, producent.

## Życiorys
Ukończył VI LO im. Jarosława Dąbrowskiego w Częstochowie. Studiował w PWSFTViT im. Leona Schillera w Łodzi, ukończył Akademię Filmową w Warszawie. W latach 1998–2008 był gitarzystą i drugim wokalistą zespołu Habakuk, z którym nagrał kilka płyt. W latach 2009–2014 grał w zespole Bakshish, jest członkiem zespołu Babylon Raus. Grał również w zespołach: Ptaszyska, Mind Kampf, Superpałka, Wyłączeni oraz DiM (Dusza i Mercedes).
Jest autorem piosenek na dwóch solowych płytach aktora Andrzeja Grabowskiego. Jest m.in. współkompozytorem i współautorem piosenki Jestem jak motyl (Jest dobrze), która przez dwa tygodnie zajmowała pierwsze miejsce na liście przebojów Trójki. Jest autorem muzyki do piosenki śpiewanej przez Lecha Dyblika + Trio pt. Pod Mocnym Aniołem, w której wystąpił również jako gitarzysta.
Od 2013 roku tworzy trio (wraz z Michałem Walczakiem i Adamem Machalicą), które towarzyszy Piotrowi Machalicy w jego recitalach. Występuje również solowo, śpiewając m.in. piosenki Bońka Dymarczyka. W 2013 roku wydał debiutancki trójsingel zatytułowany N. Aktualnie muzyk koncertuje w ramach projektu „Krzychu Niedźwiecki sam gra piosenki”, śpiewając utwory, które napisał dla siebie oraz dla innych wykonawców. Na początku 2014 roku powołał do życia Ostatnie Takie TriJO ostatecznie nazwane JEST.
Współtworzył częstochowski klub muzyczny ZERO, współpracował z Teatrem S.

### Produkcja
Był organizatorem i producentem dwóch dużych wydarzeń muzycznych: koncertu Częstochowa Gra Muńka oraz koncertu Jest Dobrze dla TVP, który odbył się w 2008 roku podczas Festiwalu Gwiazd w Gdańsku. Koncert uwieczniony został na płycie o tym samym tytule (14 tys. sprzedanych egzemplarzy).

### Nagrody
- Nagroda Marszałka Województwa Śląskiego dla młodych twórców w dziedzinie muzyki rozrywkowej (2009)
- Nagroda Prezydenta Miasta Częstochowy w dziedzinie kultury (2010)